# Xenos rubiginosi
Xenos rubiginosi är en insektsart som först beskrevs av Pierce 1909.  Xenos rubiginosi ingår i släktet Xenos och familjen stekelvridvingar. Inga underarter finns listade i Catalogue of Life.